# Styloctenium wallacei
Styloctenium wallacei — вид рукокрилих, родини Криланових, ендемік Сулавесі.

## Морфологія
Морфометрія. Довжина голови й тіла: 152—178 мм, довжина передпліччя: 90—103 мм, середня вага: 172—208 гр., хвіст відсутній.
Опис. Хутро м'яке. Спина і круп зазвичай світло-сірі, часто з блідим, червонувато-коричневим відтінком. Низ світлий, червонувато-коричневий. Голова червонувато-коричнева з борсукоподібними білими смугами і плямами. Нема відчутної різниці в забарвленні між статями. 

## Поведінка
Цей вид воліє перебувати в первинному лісі до 1100 м над рівнем моря, але був знайдений також в злегка порушених лісах. 